# Tagspånhøvl
En tagspånhøvl er en høvl, der bruges til fremstilling af tagspån. Et eksemplar er udstillet i frilandsmuseet Maihaugen, Lillehammer, Norge. Her er det en hestetrukket høvl, nærmest af form som en plov, forsynet med et vandretliggende jern, tynget ned af nogle kampesten. Høvlen har været i brug ved fremstilling af de centimetertykke emner til tagspåner. Men det fremgår ikke i hvilke(t) fag. Høvlen er rimeligvis helt unik i lighed med den sammesteds beroende husskruehøvl.
Hvordan den har fungeret i praksis vides ikke, men forsøget er gjort, og har den virket efter hensigten har det været en lettelse i forhold til at skulle save anselige mængder af spåner med håndkraft. Det vides ikke om enlignende høvl skulle have været i anvendelse i Danmark, så det kan hænde at være en opfindelse uden større udbredelse. 

## Ekstern Henvisning
- Norman, G. A.: Høvelens Historie, Lillehammer, 1954
- Træsmedens Håndværktøj Arkiveret 16. september 2008 hos  Wayback Machine